# Crema de convents de 1934 a Espanya
La Crema de convents de 1934 fou una onada de violència contra institucions de l'Església Catòlica, principalment a Astúries i a la província de Palència, durant els fets de la revolució de 1934. A diferència de l'anterior crema de convents de 1931 va haver-hi desenes de religiosos assassinats. És el començament de l'anomenada persecució religiosa a Espanya del 1934 al 1937.

## Antecedents
Des del primer atac violent que va patir l'Església Catòlica en 1931, s'havien produït per part del govern de Manuel Azaña diverses mesures laïcistes i contràries als interessos dels religiosos. S'havia eliminat l'exempció fiscal a l'Església, es va ordenar la retirada de tots els crucifixos de les escoles i es va expulsar els bisbes de Vitòria i Màlaga i al Cardenal Segura, expulsat per la seva pastoral antirepublicana. També es va prohibir als ordes religiosos dedicar-se a l'ensenyament. El 1932 es va decretar la confiscació de tots els béns de la Companyia de Jesús i la seva dissolució. Es promulga una llei per a la secularització dels cementiris, es dissolgué el Tribunal de la Rota i es prohibiren les processons religioses. La tensió entre Església i República durant el govern d'Azaña era cada vegada major. La població vivia aquest enfrontament també al carrer, i els atacs contra temples catòlics es continuaven produint durant el transcurs de la Segona República. A Espanya, que encara era majoritàriament catòlica malgrat les paraules d'Azaña, una part de la població no va comprendre l'expulsió dels sacerdots de les escoles i que molts pobles quedessin sense mestres per a la docència. Aquestes mesures i d'altres portarien un resultat inesperat per a les forces polítiques d'esquerra republicanes, en les següents eleccions generals.
Després de les eleccions generals de 1933, la dreta juntament amb els partits de centre obtenen més de dos milions de vots d'avantatge enfront de l'esquerra. Amb aquests resultats es forma un govern de coalició entre el Partit Republicà Radical i la CEDA. Aquest govern no és admès per les diferents forces de l'esquerra, malgrat el triomf electoral a les urnes. Per desallotjar a aquest govern de centredreta, l'esquerra encapçalada principalment pel PSOE i la UGT, prepara una vaga general amb finalitats colpistes contra la República. El diari Renovación, pertanyent a les joventuts socialistes, publica el 16 de setembre de 1934:
| « | "També els obrers saben manejar les metralladores! Els obrers no esperen res del Palau Nacional, de les Corts, dels republicans. Ho esperen tot de la revolució social, del Partit Socialista". | » |

El diari El Socialista, el 27 de setembre, va publicar:
| « | "Atenció al disc vermell! El mes que ve podria ser el nostre octubre. Ens esperen dies de prova, jornades dures. La responsabilitat del proletariat espanyol i els seus caps directores és enorme. Tenim el nostre exèrcit a l'espera de ser mobilitzat (...) ". | » |

Durant aquella vaga general, d'octubre de 1934, es van viure episodis violents que van estar a la vora de desencadenar en una Guerra Civil. Es va proclamar l'Estat Català i presidit per Lluís Companys. A Astúries, uns trenta mil miners organitzats pel socialista Ramón González Peña i el sindicalista Belarmino Tomás, es van alçar en armes contra el govern de la República i van proclamar la República Socialista Asturiana. Aquests esdeveniments i molts altres van obligar a l'aplicació de l'estat de guerra en diferents ciutats i províncies d'Espanya. Principalment, els focus insurgents es van donar a Barcelona i a Oviedo, però els ferits i morts es van explicar també en altres zones. Gairebé dos mil morts entre civils, insurrectes i forces de l'ordre abatudes en províncies com Madrid, Santander, Lleó, Biscaia, Saragossa i així fins a 26 províncies. De les quals, on major nombre de baixes es van produir, fou a Barcelona i Oviedo.
En el transcurs d'aquests fets, la violència anticatòlica va tornar a ressorgir com al maig de 1931, però aquesta vegada cometent-se múltiples assassinats.

## Els successos

### Astúries
El 5 d'octubre de 1934 a Rebollada durant les revoltes mor assassinat a cops de culata el rector Luciano Fernández Martínez. A Valdecuna s'assassina al rector Manuel Muñiz Lobato i es crema l'església, el retaule, imatges i arxius parroquials. A Oviedo els revolucionaris cremen el convent de les benedictines de San Pelayo. El mateix dia a Mieres són assassinats i llançats al riu els novicis passionistes Baudilio Alonso Tejedo (Salvador María de la Virgen) i Amadeo Andrés Celada (Alberto de la Inmaculada). A Sama, el rector regent Venancio Prada Morán, és assassinat d'un tret després de posar una bomba a la seva església. A Moreda és assassinat el pare ecònom Tomás Suero Covielles.
El 6 d'octubre, a Mieres, s'incendià la residència dels Pares Passionistes.
El 7 d'octubre els revolucionaris incendiaren el convent de Santo Domingo i el Palau Arquebisbal d'Oviedo, quedant ambdós destruïts. En la carretera foren afusellats els seminaristes que havien aconseguit fugir del convent: César Gonzalo Zurro (21 anys, 2n de Teologia), Ángel Cuartas Cristobal (Subdiaca, 24 anys), Mariano Suárez Fernández (24 años, ordenado de menores), José María Fernández Martínez (19 anys, 1r de Teología), Juan José Castaño Fernández (18 anys, 3r de Teologia) i Jesús Prieto López (22 anys; 2n de Teologia). A la localitat de San Esteban de Cruces és assassinat l'ecònom Graciliano González Blanco. A Santullano són assassinats els jesuïtes Emilio Álvarez y Martínez i Juan Bautista Arconada.
El 8 d'octubre és assassinat el pare paúl Vicente Pastor Vicente a l'escorxador de San Lázaro. També és assassinat a Oviedo el seu vicari general Juan Puertes Ramón i Aurelio Gago, secretari del bisbat.
El 9 d'octubre són afusellats alguns sacerdots de La Salle al costat del cementiri. Els anomenats Màrtirs de Turón: José Sanz Tejedor (San Cirilo Beltrán), Filomeno López López (San Marciano José), Claudio Bernabé Cano (San Victoriano Pío), Vilfrido Fernández Zapico (San Julián Alfredo), Vicente Alonso Andrés (San Benjamín Julián), Román Martínez Fernández (San Augusto Andrés), Manuel Seco Gutiérrez (San Aniceto Adolfo) i Manuel Barbal Cosín (San Jaime Hilario). També són assassinats el sacerdot argentí Héctor Valdivieso Sáez (San Benito de Jesús) i el passionista de Mieres Manuel Canoura Arnau (San Inocencio de la Inmaculada).
El 10 d'octubre era assassinat a Olloniego el rector Joaquín del Valle Villa.
L'11 d'octubre els revolucionaris van fer esclatar una bomba a la Cambra Santa de la Catedral d'Oviedo. En aquest atemptat foren destruïdes nombroses obres d'art i relíquies del cristianisme, i també patí danys la catedral.
El 12 d'octubre és assassinat a Oviedo el carmelita Eufrasio Barredo Fernández (Eufrasio del Niño Jesús), superior del convent carmelita.
El 13 d'octubre els revolucionaris incendien el col·legi religiós de les Recoletes d'Oviedo. A la mateixa ciutat dinamiten l'antic edifici de la Universitat d'Oviedo i s'hi van perdre importants obres de gran valor alhora que es va cremar tota la biblioteca, inaugurada el 1765 però originària del 1608. Aquesta biblioteca de la universitat havia estat un dels primers centres bibliogràfics de l'Estat espanyol. També fou destruïda la pinacoteca de la universitat. El mateix dia foren assassinats i martiritzats els pares paüls Tomás Pallarés Ibáñez i el germà coadjutor Salustiano González Crespo. A Santa María la Real de la Corte és assassinat el seu rector Román Cossío Gómez.

### Palència
La campanya també hi va tenir un episodi a la conca minaire palentina. El 6 d'octubre de 1934 fou assassinat a Barruelo de Santullán el marista Plácido Fábrega Juliá (germà Bernardo).

## Consideracions
Segons la majoria d'autors en la Revolució d'Astúries van ser incendiats un total de 58 edificis religiosos i assassinats 34 religiosos. Segons alguns autors va poder haver-hi també religiosos assassinats a Catalunya, concretament dos franciscans a Lleida i el rector de Solsona.
Aquest atac violent contra l'Església Catòlica a Espanya, en el qual ja no només s'atempta contra edificis sinó que s'atempta contra la vida de religiosos, va esdevenir el principi d'una nova onada de violència anticlerical, que alguns consideraren la pitjor des de la persecució per l'Imperi Romà contra cristians. Durant la Segona República van continuar els atacs a edificis i els assassinats i agressions a religiosos. La crema de convents es va veure intensificada després de les eleccions generals de febrer de 1936. Però fou el 1936, en esclatar la Guerra Civil Espanyola, quan la violència contra l'Església va aconseguir el seu major grau, explicant-se un total de 6.832 religiosos i sacerdots assassinats. En aquesta persecució religiosa, un de cada cinc religiosos van ser assassinats. També milers de civils van ser assassinats per professar el catolicisme. Aquesta onada anticatòlica va acabar el 1938, on ja no es comptabilitzen agressions ni atemptats contra l'Església Catòlica a Espanya.